# 布宰甘
36°37′00″N 4°28′47″E / 36.61667°N 4.47972°E

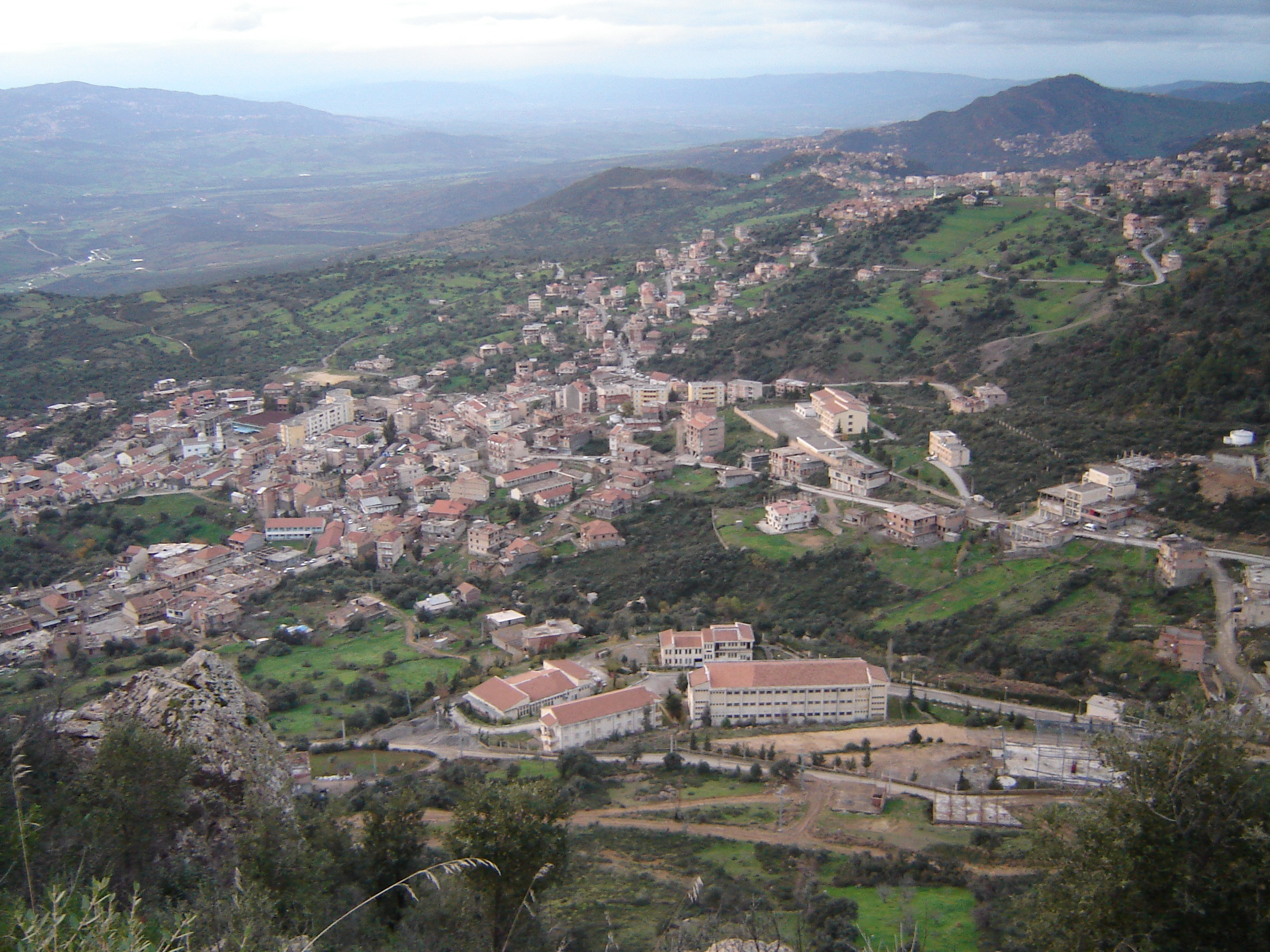

布宰甘（阿拉伯语：‎），是阿爾及利亞的城鎮，位於該國北部，由提濟烏祖省負責管轄，是布宰甘區的首府，面積67平方公里，2008年人口24,311，人口密度每平方公里363人。